# Hyagnis apicatus
Hyagnis apicatus es una especie de escarabajo longicornio del género Hyagnis, subfamilia Lamiinae. Fue descrita científicamente por Holzschuh en 1984.
Se distribuye por la India. Posee una longitud corporal de 7,2 milímetros. El período de vuelo de esta especie ocurre en el mes de julio.